# Tımýr Dosmagambetov
Tımýr Talǵatuly Dosmagambetov (in kazako Тимур Талгатұлы Досмагамбетов?, in russo Тимур Талгатович Досмагамбетов?, Timur Talgatovič Dosmagambetov; Kökşetaw, 1º maggio 1989) è un calciatore kazako, centrocampista dell'Astana.

## Palmarès

### Club

#### Competizioni nazionali
- Supercoppa del Kazakistan: 2

Aqtóbe: 2010
Astana: 2023
- Campionato kazako: 1

Astana: 2022
- Liga Kubogy: 1

Astana: 2024